# 무작정 패밀리
《무작정 패밀리》(無酌定 패밀리)는 MBC every1에서 방영되는 대본 없는 시트콤 형식을 가진 버라이어티로, 개성이 강한 스타들을 가족 구성원으로 모아 매주 상황만 제시하고 이를 리얼하게 연출해 누구나 함께 공감하고 즐길 수 있도록 제작되었다. 시즌1은 MBC 노조 파업으로 인해 《시사매거진 2580》이 결방되던 기간 중인 2012년 6월 17일부터 7월 22일까지 매주 일요일에 방영되었다가, 런던올림픽 중계로 인한 결방 이후 《시사매거진 2580》이 방송을 재개하면서 2012년 8월 18일부터 매주 토요일로 옮겨 방영되었다. 방영 내내 저조한 시청률을 보이다가 2012년 9월 1일 9부작 끝으로 종영되었다. 이후 시즌2, 시즌3는 MBC every1으로 채널을 옮겨 방영했다.

## 시즌별 구성

### 시즌1

#### 방송기간 및 횟수
- 방송기간

2012년 6월 17일 ~ 2012년 7월 22일 (매주 일요일)
2012년 8월 18일 ~ 2012년 9월 1일 (매주 토요일 밤 12시 20분)
- 방송횟수: 9회

#### 가족 구성
- 이한위 (1남, 남편, 50대)
- 안문숙 (아내, 50대 초반)
- 이혜영 (2녀, 여동생, 40대)
- 탁재훈 (여동생 남편, 40대)
- 차홍 (3녀, 여동생, 30대)
- 유세윤 (1남의 아들, 30대)
- 최웅 (1남의 둘째아들, 20대)
- 박규리 (1남의 막내딸, 30대초)
- 김소현 (2녀의 딸, 10대, 중학생)
- 조세희

### 시즌2

#### 방송기간 및 횟수
- 방송기간: 2012년 10월 9일 ~ 2013년 6월 25일
- 방송횟수: 38회

#### 가족 구성
- 이계인 (아빠)
- 최란 (엄마)
- 지상렬 (삼촌)
- 장동민 (첫째)
- 정아 (둘째)
- 정희철 (셋째)
- 민 (하숙생)
- 이민혁 (조카)

### 시즌3

#### 방송기간 및 횟수
- 방송기간: 2013년 7월 30일 ~ 2014년 2월 25일
- 방송횟수: 31회

#### 가족 구성
무작정하우스 1층 집
- 박철 (아빠)
- 조혜련 (엄마)
- 클라라 (둘째, 큰 딸)
- 유라(걸스데이 유라) (셋째, 막내 딸)
- 조휘순(박휘순) (혜련의 남동생)
- 공서영 (혜련의 조카)

이전 출연자
- 양세형 (첫째, 아들)

무작정하우스 2층 세입자
- 장동민
- 강철웅
- 황민현 (유라의 대학 친구)
- 이현재